# Philip Benfey
Philip N. Benfey (* 31. Januar 1953 in Bryn Mawr, Pennsylvania; † 26. September 2023) war ein US-amerikanischer Pflanzen-Genetiker und -Entwicklungsbiologe. Fast vier Jahrzehnte lang erforschte Benfeys Arbeitsgruppe, wie sich Zellen von Generalisten in Spezialisten verwandeln.

## Leben
In einer autobiografischen Rückschau nach seiner Ernennung zum „Pioneer Member“ der American Society of Plant Biologists schrieb Philip Benfey: „Als ich jung war, habe ich nicht davon geträumt, Biologe zu werden. Ich wollte den großen amerikanischen Roman schreiben. Aber zuerst brauchte ich eine Geschichte, die ich erzählen konnte.“ Bereits im ersten Jahr auf dem College brach er sein Grundstudium ab, fuhr „auf der Suche nach Erfahrungen im wirklichen Leben“ quer durch die USA und nahm schließlich einen Job als Holzfäller in Oregon an. Um im folgenden Winter nicht ohne Einkünfte dazustehen, räumte er in Utah in einem Wintersportgebiet Parkplätze mit einem Schneepflug. Nachdem die Wintersportsaison zu Ende gegangen war, arbeitete er als Mechaniker in Amerikanisch-Samoa, als Maurergehilfe in Melbourne (Australien) und als Gleisbauarbeiter in Westaustralien. Weitere Stationen seiner annähernd sechs Jahre dauernden Weltreise waren Indonesien und die Filmindustrie auf den Philippinen, Japan und schließlich – nach einer Fahrt mit der Transsibirischen Eisenbahn – Paris. Dort lernte er seine spätere Ehefrau Elisabeth kennen, die ihm nahelegte, eine Ausbildung anzustreben, die ihm einerseits ein dauerhaftes Einkommen sichere, andererseits genügend Freizeit lasse für seinen Wunschtraum, ein Schriftsteller zu werden.

## Forschung
Philip Benfey entschied sich für das Studium der Biologe und erwarb 1981 an der Universität Pierre und Marie Curie den Bachelor-Grad. Es folgten ein Wechsel zurück in die USA und 1986 eine Dissertation in der Arbeitsgruppe von Philip Leder (Harvard Medical School), einem der ersten Forscher, denen es gelungen war, menschliche Immunglobulin-Gene zu klonen und zu sequenzieren. Weil seine Experimente zum Klonieren der Rezeptoren für Immunglobulin E fehlschlugen, klonierte und sequenzierte er für seine Dissertation zwei Protease-Gene, die in Zusammenhang stehen mit allergischen Reaktionen.
Für die Zeit als Postdoc suchte er nach einem Forschungsgebiet, auf dem es noch wenig akademische Konkurrenz gab, und deshalb entschied er sich für Entwicklungsbiologie der Pflanzen. Er wechselte zu Nam-Hai Chua an die Rockefeller University und konnte dort ein eigenes Projekt gestalten: Er untersuchte Mutanten der Acker-Schmalwand (Arabidopsis thaliana) mit genetisch veränderten Wurzeln – ein Projekt, das auch Jahrzehnte nach seinem Beginn noch dazu beitrug, das Netzwerk der Gene dieser Pflanzen aufzuklären, denn sowohl pflanzliche als auch tierische Gewebe gehen aus unspezialisierten Zellen (Stammzellen) hervor. Benfey interessierte sich dafür, wie die unspezialisierten Zellen einer bestimmten Art, die alle die gleiche DNA enthalten, jene spezialisierten Eigenschaften entwickeln, die beispielsweise eine Blattzelle von einer Wurzelzelle unterscheiden.
Eine weitere akademische Station war ab 1987 die New York University, wo er 1991 zum Associate Professor und 2001 zum ordentlichen Professor ernannt wurde und das Center for Comparative Functional Genomics gründete. 2002 wechselte er als Professor für Biologie an die Duke University, 2003 wurde ihm dort der Lehrstuhl Paul Kramer Distinguished Professor of Biology zuerkannt.

## Familiäres
Philip Benfey starb an den Folgen eines Bronchialkarzinoms. Er hinterließ seine Ehefrau Elisabeth und ihre beiden gemeinsamen Söhne.

## Ehrungen
- 2004: Mitglied der American Association for the Advancement of Science
- 2010: Mitglied der National Academy of Sciences

## Belege
1. ↑  Philip Benfey: ASPB Pioneer Member. Autobiografische Rückschau auf dem Server der American Society of Plant Biologists.
2. ↑  Natasha Raikhel, Joseph R. Ecker und Gloria Coruzzi: Remembering Philip N. Benfey: A visionary pioneer in plant biology and mentor extraordinaire. In: PNAS. Band 120, Nr. 45, 2023, e2317677120, doi:10.1073/pnas.2317677120.
3. ↑  Gloria M. Coruzzi und Kenneth D. Birnbaum: Philip N. Benfey (1953–2023). A “ring” master of plant development and cellular genomics. In: Science. Band 382, Nr. 6675, 2023, S. 1127, doi:10.1126/science.adl4710.
4. ↑  Duke Flags Lowered: Philip Benfey, Plant Biologist Who Studied Roots as a Window to Development, Dies. Nachruf auf dem Server der Duke University vom 2. Oktober 2023.

| Personendaten    | Personendaten                                                 |
| ---------------- | ------------------------------------------------------------- |
| NAME             | Benfey, Philip                                                |
| ALTERNATIVNAMEN  | Benfey, Philip N.                                             |
| KURZBESCHREIBUNG | US-amerikanischer Pflanzen-Genetiker und -Entwicklungsbiologe |
| GEBURTSDATUM     | 31. Januar 1953                                               |
| GEBURTSORT       | Bryn Mawr (Pennsylvania)                                      |
| STERBEDATUM      | 26. September 2023                                            |